# خز ياباني
خز ياباني (الاسم العلمي:Martes melampus) (بالإنجليزية: Japanese Marten)‏ هو نوع من الثدييات يتبع جنس الخز من فصيلة العرسيات.